# Justicia urophylla
Justicia urophylla là một loài thực vật có hoa trong họ Ô rô. Loài này được (Lindau) D.N. Gibson mô tả khoa học đầu tiên năm 1972.